# John André
 (avril 2012).
 (avril 2012).
John André, né le 2 mai 1750 à Londres et pendu le 2 octobre 1780 à Tappan (New York), est un un peintre, dessinateur et graveur et major anglais, exécuté pour sa participation à la trahison de Benedict Arnold durant la guerre d’indépendance américaine.

## Biographie
D'une famille huguenote, fils d'Antoine André (1717-1769), négociant et banquier à Londres, et de Marie-Louise Girardot de Chancourt, John André étudie à l'école Saint-Paul de Londres, à la Westminster School et à Genève, avant de rentrer en Angleterre à l'âge de dix-huit ans. Destiné à une carrière commerciale, il y renonce par manque d'intérêt et entre dans une maison de banque.
Décrit comme grand, bien fait, d’une beauté remarquable, d’une élégance exceptionnelle, il a de nombreuses aventures sentimentales. La plus sérieuse est sa passion pour une demoiselle Honora Sneyd (en), qu’il souhaite épouser. Le père d'André s’oppose à cette alliance, et quelque temps après, Honora Sneyd se marie avec Richard Lovell Edgeworth. André en conçoit un tel chagrin qu’il s’engage dans l'armée comme lieutenant.
André demande à partir pour le Canada : Il prend part à l'expédition du général britannique Guy Carleton contre le général Richard Montgomery, de l'armée continentale des États-Unis, et se trouve au siège de Montréal (1775-1776), où il est fait prisonnier. Bientôt échangé, il devient aide de camp du général Grey, qui, rappelé en Angleterre, le recommande chaudement à son successeur, le général Henry Clinton.
Considéré comme un officier brillant, d’une bravoure éprouvée et d’une intelligence peu commune, André ne manque pas d’ambition. Sa conversation est éloquente ; il parle aisément plusieurs langues, a beaucoup lu et est doté d’une mémoire prodigieuse. Il dessine très bien, excelle dans la caricature, écrit de jolis vers. C'est en outre un musicien accompli. Il exerce sur tous ceux qui l'approchent un charme indéfinissable.
Durant l'occupation britannique de Philadelphie, André rencontre Peggy Shippen, qui deviendra en 1779 Mme Arnold : ils entretiennent une correspondance assidue, « où l’esprit tenait une grande place, dit Xavier Eyma, sans préjudice d’une pointe de sentimentalité assez accusée. »

### Mission d'espionnage
En juillet 1780, le général Benedict Arnold, de l'armée continentale des États-Unis, - fort déçu du peu de reconnaissance après une grave blessure à la jambe - , qui a demandé et obtenu le commandement du fort de West Point, fait des propositions de livrer le fort au général ennemi Clinton contre 20 000 livres et le grade de brigadier général, et désigne André pour traiter avec lui. Cette mission répugne à André qui la refuse, mais Clinton insiste et lui ordonne de suivre cette affaire. Son rôle se borne d’abord à échanger des lettres, qu’il signe « John Anderson », alors qu'Arnold signait les siennes « Gustavus ». La politique y est traitée sous couvert de questions commerciales.
Puis, un rendez-vous est pris à Dobbs Ferry, petit village sur l'Hudson, à quelques milles de West Point. Arnold franchit une foule d’obstacles pour s’y rendre et essuie le feu des canonnières anglaises, mais il n’arrive pas à temps, André étant déjà parti.
Un nouveau rendez-vous est donné pour le 20 septembre 1780. André veut qu’Arnold le rejoigne sur le Vulture, bâtiment anglais qui se trouve sur l'Hudson; mais ce dernier insiste pour que l’entrevue ait lieu à terre. Joshua Smith les conduit dans sa maison où se consomme la trahison de Benedict Arnold qui livre au major tous les plans et renseignements nécessaires pour que les Anglais puissent s’emparer de West Point. André verse un acompte sur le prix convenu avec Arnold, le reste devant être payé le jour où les Anglais entreront dans West Point, date fixée au 25 octobre.

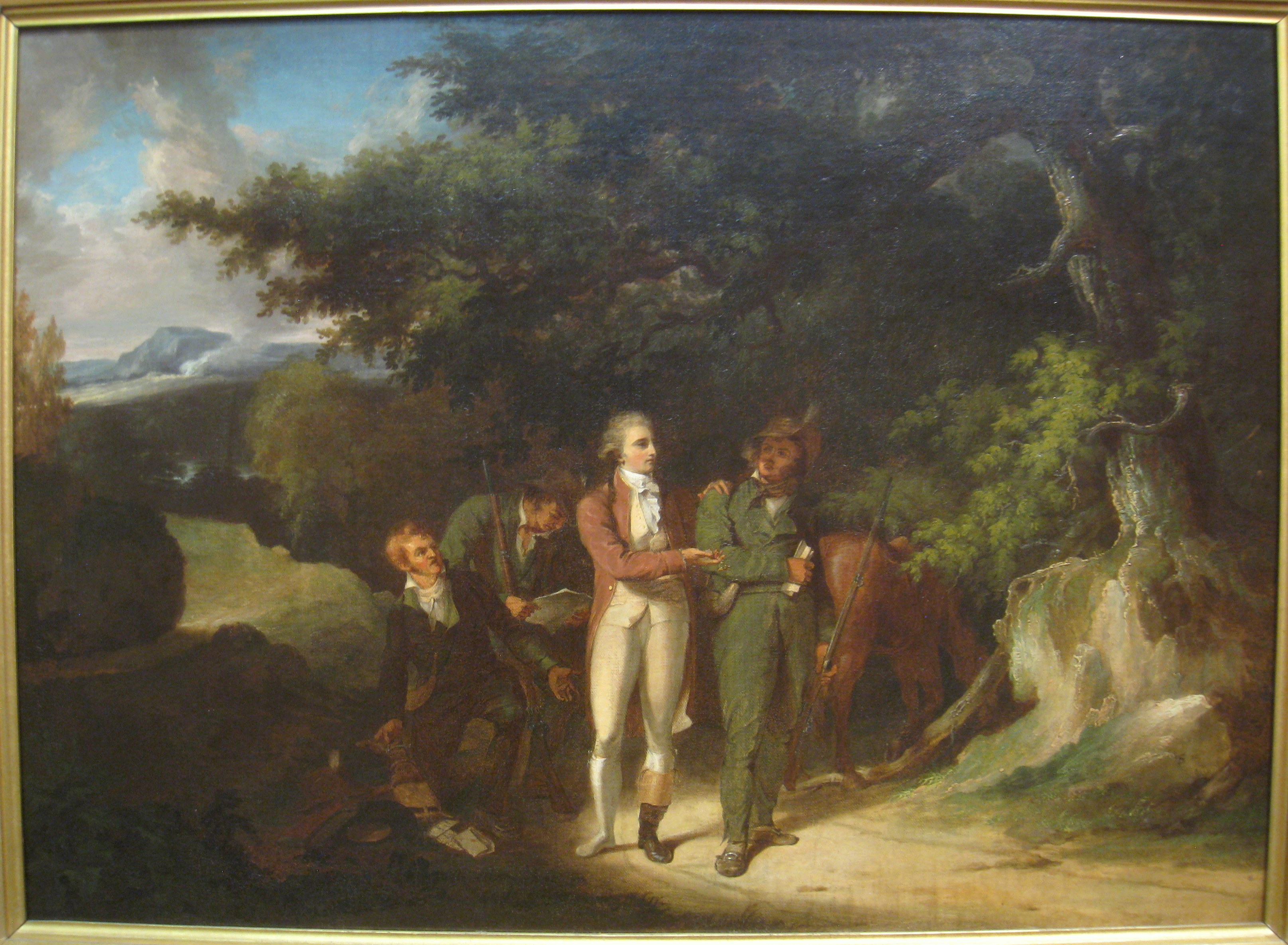
La capture de John André, par Thomas Sully, 1812.

Ce marché conclu, Arnold repart pour son quartier général. Une canonnade des avant-postes américains oblige le Vulture à changer de mouillage. André ne peut le rejoindre et se décide à prendre un déguisement pour regagner New York par terre. Smith s’offre à lui pour servir de guide. Parti avec un passe du général Arnold, André franchit sans difficulté les lignes américaines et se trouve sur un terrain neutre, mais infesté de brigands qui pillaient amis et ennemis. Smith le quitte, en lui recommandant une route pour gagner New York.
André en préfère une autre mais est arrêté à 27 milles de New York, près de Tarrytown. Les trois miliciens John Paulding (en), Isaac Van Wart (en) et David Williams (en) qui l’arrêtent lui demandent d’où il vient. André, qui croit avoir affaire à des amis, répond qu’il est « d'en bas », c’est-à-dire de New York. Un des miliciens saisit le cheval d’André par la bride, les deux autres mettent en joue le major, qui s’empresse de leur offrir les 400 livres sterling en or qu’il avait dans ses poches, auxquelles il ajoute sa montre ornée de diamants et tous ses bijoux. Ces offres empressées trahissent de quelle importance est la capture.
Les miliciens dépouillent le major, et trouvent dans ses bottes les papiers dont il est porteur. Ils le conduisent aux avant-postes américains : le colonel John Jameson l’expédie au général Arnold; mais, sur quelques observations du major Benjamin Tallmadge, il fait revenir André près de lui, informe Arnold de sa capture et écrit à George Washington.
Aussitôt, Arnold se sauve et se réfugie à bord du Vulture. André écrit à Washington une lettre dans laquelle il se défend contre la qualification de traître. Washington le fait venir au quartier général, et nomme un conseil de guerre pour le juger.

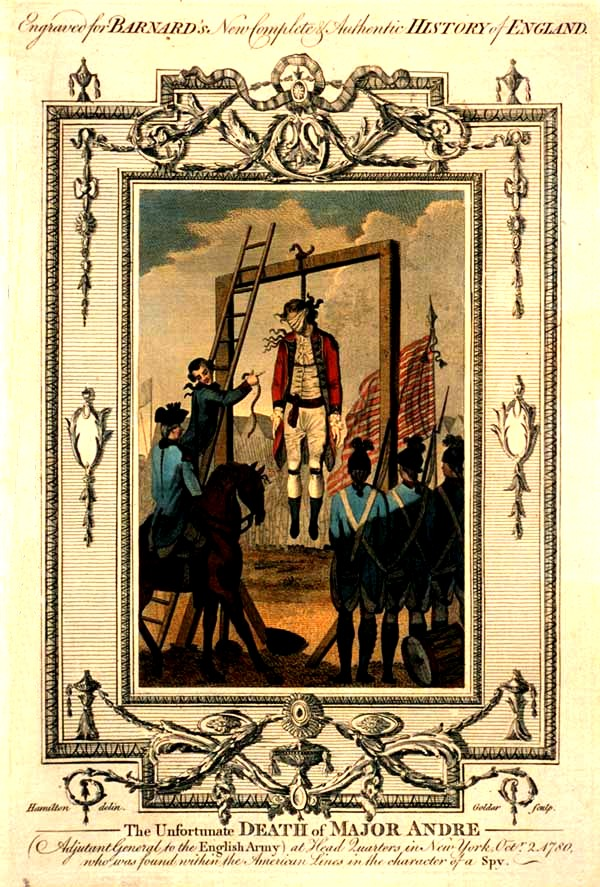
La pendaison du major André.

### Jugement et mort
Sir Henry Clinton fait des démarches en faveur du major André auprès de Washington. Celui-ci propose au général anglais d’échanger André contre Arnold mais Sir Henry Clinton ne croît pas pouvoir accepter cette proposition. Washington envoie un faux déserteur auprès d’Arnold dans l’espoir de l’enlever, mais le coup ne réussit pas. La politique s’oppose à tout acte de clémence.
Nathanael Greene est le président du conseil de guerre et deux généraux étrangers, La Fayette et Steuben, en font également partie. André est traité avec beaucoup d’égards : aucune question blessante n'est posée. Il avoue franchement tout ce qui est nécessaire à sa condamnation. Le conseil n’appelle aucun témoin; mais, ayant trouvé que tout se rapportait aux aveux d’André, il le déclare coupable d'espionnage et le condamne à mort, le 29 septembre 1780.
André se défend en invoquant le droit de suborner ou soudoyer un officier ennemi, mais ne met pas en cause Arnold (alors que c'est Arnold qui a proposé de se laisser corrompre). Comme il lui est reproché de se trouver dans les lignes américaines, André répond que c'est par accident, sans préméditation. Il fait aussi valoir qu'un prisonnier de guerre a le droit de s'échapper en vêtements civils.
Le 29 septembre 1780, le conseil de guerre juge qu'il est coupable de s'être trouvé derrière les lignes américaines sous un faux nom et un déguisement, doit être considéré comme un espion ennemi, et, conformément aux lois et coutumes des nations, doit subir la mort.
André écoute sa sentence avec calme ; il demande la permission de revêtir son uniforme pour aller à la mort : cette autorisation lui est accordée. Il fait lui-même son portrait dans sa prison, et le donne au colonel Hamilton. Ce qui le préoccupe le plus, c’est le genre de mort qu’il devait subir qui ne le lui a pas été précisé. Il écrit à Washington une lettre touchante à ce sujet, et demande à mourir en soldat. Washington consulte alors le conseil de guerre ; la demande est rejetée. La loi punissant l’espionnage par le supplice de la pendaison, le conseil est d’avis qu’il faut faire un exemple.
En apprenant qu’il périra par le gibet, André dit : « Je suis résigné à la mort, mais je ne puis me faire à celle qui m’est infligée. » Et prenant un instant de réflexion il ajoute : « Après tout, ce n’est qu’un mauvais moment à passer. ». Il se met lui-même la corde au cou, et le 2 octobre 1780 il meurt.
« Personne, écrit le colonel Hamilton, qui l’assista jusqu’au dernier moment, n’a subi la mort avec plus de justice et en même temps ne l’a moins méritée... Il y avait quelque chose de singulièrement intéressant dans le caractère et dans les malheurs d’André. »
Sa tombe existe encore dans la vieille ville de Tappan. Le gouvernement anglais fait réclamer ses restes, qui lui furent rendus. Un monument en marbre blanc lui a été érigé dans l'abbaye de Westminster.
Le Congrès vote une pension de 200 dollars et une médaille à chacun des trois miliciens qui avaient arrêté André. L'un d'eux réclama plus tard une augmentation de pension; le major Tallmadge fit connaître les faits, et le Congrès s'en tint à ce qui avait été primitivement accordé.

## Pour approfondir